# Peter Louis Henssen
Peter Louis Henssen (Schinnen, 20 oktober 1893 – Den Haag, 30 november 1957) was een parfumeriehandelaar, zwarthandelaar, SD-informant en verzetsstrijder in Rotterdam tijdens de Tweede Wereldoorlog. Met hulp van bevriende knokploegen van het verzet pleegde Henssen in april 1945 een roofmoord op Pieter van Vessem, diens echtgenote en zijn adjudant. Henssen was in juni 1945 betrokken bij de moord op Kitty van der Have en de Rijksduitser Pieter Kuntz. Henssen werkte hierbij samen met Jan Arie de Groot, de leider van Ploeg Jos.
In mei 1942 wordt Henssen aangehouden door de Prijsbeheersing in Amsterdam ten tijde van het onderzoek naar de 'Beverwijkse Bonnenkraak' van 2 april 1942, tezamen met zwarthandelaren Tom Wolff en Walter Schoonenberg. De drie zwarthandelaren worden na enkele dagen vrijgelaten en in een schijnproces worden (net als in het eerste openbare 'bonnenproces') een aantal joodse verdachten door het Duitse Obergericht ter dood veroordeeld.
SD-informant Jacob Cornelis Jongejan, die een woning huurt van Henssen, wordt op 24 april 1945 doodgeschoten door de LKP-knokploeg van Jan Arie de Groot.
Henssen zit in 1946 vijf maanden in voorarrest wegens verdenkingen van collaboratie. Volgens zijn eigen verklaring werd in die periode voor 200.000 gulden ontvreemd uit zijn winkels. Henssen kreeg 60.000 gulden schadevergoeding.
In 1949 verscheen Henssen samen met voormalig LKP-knokploegleider Jan Arie de Groot voor de rechter wegens omvangrijke naoorlogse smokkelpraktijken. Henssen kreeg daarbij vijf maanden celstraf en 20.000 gulden boete, De Groot kreeg drie maanden voorwaardelijk.
Ook werd Henssen in 1950 genoemd in de Tielse roof van effecten door de Sicherheitsdienst en naoorlogse deviezensmokkel. Een handlanger van Henssen, Beer van den Bosch, werd in 1950 in Parijs doodgeschoten en Henssen werd in De Waarheid genoemd als handlanger van Tjerk Elsinga bij de duistere praktijken van de SOAN. Ook blijkt uit het artikel dat Jan Arie de Groot opening van zaken heeft gegeven over de duistere praktijken van Henssen en Elsinga.
In 1954 werd Henssen aangeklaagd wegens verraad van drie gefusilleerde verzetsstrijders, maar hij ontkwam in 1956 aan vervolging door een schriftelijk bewijs van buitenvervolgingstelling uit 1947.
Henssen heeft in 1944 en 1945 drie aangiftes gedaan bij de Sicherheitsdienst waarin hij stelt slachtoffer te zijn van roofovervallen. Als gevolg hiervan zijn 9 Rotterdammers zonder proces gefusilleerd. De fusilladeslachtoffers zijn drie 'rovende' joodse onderduikers, de 'roversbende' van de familie R.H. (welke gemengd getrouwd is met een joodse vrouw) en drie 'rovende' verzetsstrijders. Een van de verzetsstrijders was eerder (1942) veroordeeld tot 6 maanden kamp Amersfoort wegens hulp aan onderduik van twee joodse jongens. Alle slachtoffers komen uit Henssen's directe woonomgeving in de Rotterdamse wijk 'het Oude Noorden'. In 1949 verklaart de rechter alle fusilladeslachtoffers onschuldig tijdens het proces tegen SD-leider Herbert Wölk.
Henssen heeft meerdere slachtoffers aangegeven bij de Sicherheitsdienst via zijn contactpersonen Graeler en Heideman, twee na de oorlog veroordeelde politie-agenten van de beruchte Groep X van de Rotterdamse politie. Als Graeler en Heideman op 9 januari 1945 na een bezoek aan Henssen 's avonds vertrekken, worden zij enkele straten verderop neergeschoten door verzetsstrijders Jan Arie de Groot en Jan Wiebo Florissen. In 1954 doen Graeler en Postumus aangifte van het verraad door Henssen van de drie gefusilleerde verzetsstrijders en beschuldigen zij Henssen opdracht gegeven te hebben tot de liquidatiepoging door De Groot.
Henssen wordt ook genoemd als betrokken bij de Dienst Hacke-Elsinga.
Tijdens een rechtszaak die Henssen in 1950 aanspande tegen de Volkskrant bleek dat hij op dat moment bij veertien opsporingsinstanties bekend was vanwege feiten van voor, tijdens en na de oorlog.
In 1951 vergelijkt Henk Lunshof de "Zaak-Henssen" met andere vermeende complotten en affaires uit de bezetting, zoals de Zaak Pieter Menten en de Velser Affaire. Opvallende overeenkomsten volgens Lunshof zijn de samenwerking tussen boven- en onderwereld om duistere zaken gepleegd tijdens en vlak na de oorlog te verhullen. Lunshof stelt dat tijdens de nadagen van de bezetting de onderwereld het legitieme verzet heeft overgenomen in een aantal steden zoals Amsterdam en Rotterdam.
Na zijn overlijden in 1957 raakt Henssen en zijn verraadszaak al snel in de vergetelheid. In het historisch onderzoek van J.A. Blaauw naar de moord op Kitty van der Have wordt de rol van Henssen in duistere zaken van het Rotterdamse verzet weer zichtbaar gemaakt.